# 겨울 이야기

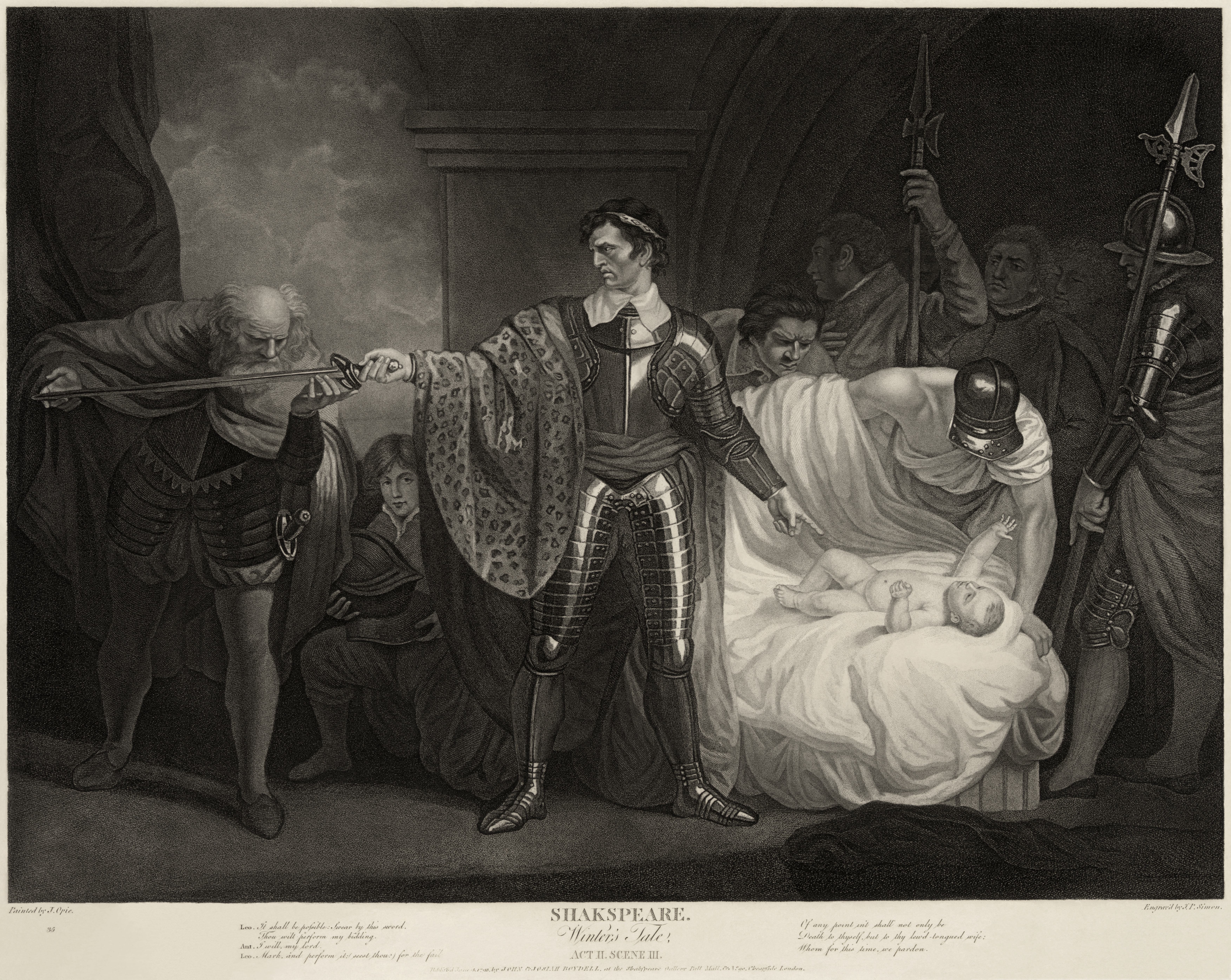

겨울 이야기(The Winter's Tale)는 윌리엄 셰익스피어의 희극으로, 1610년에 완성되었다.

## 모티브
로버트 그린(Robert Greene)이 쓴 1588년에 발표된 판도스토(Pandosto)에서 영감을 받은것으로 알려져 있다.  한편 판도스토(Pandosto)는 제프리 초서(Geoffrey Chaucer)의 캔터베리 이야기(Tales of Caunterbury)에서 클러크의 이야기(The Clerk's Tale)를 모티브로 영감을 얻은 것으로 알려져 있다.

## 같이 보기
- 셰익스피어 이야기